# Beaussac
Beaussac är en kommun i departementet Dordogne i regionen Nouvelle-Aquitaine i sydvästra Frankrike. Kommunen ligger i kantonen Mareuil som tillhör arrondissementet Nontron. År 2018 hade Beaussac 155 invånare.

## Befolkningsutveckling
Antalet invånare i kommunen Beaussac
Referens:INSEE